# Sierra de Pardos
Sierra de Pardos är en ås i Spanien.   Den ligger i provinsen Provincia de Zaragoza och regionen Aragonien, i den centrala delen av landet, 190 km öster om huvudstaden Madrid.